# Volmerswerth

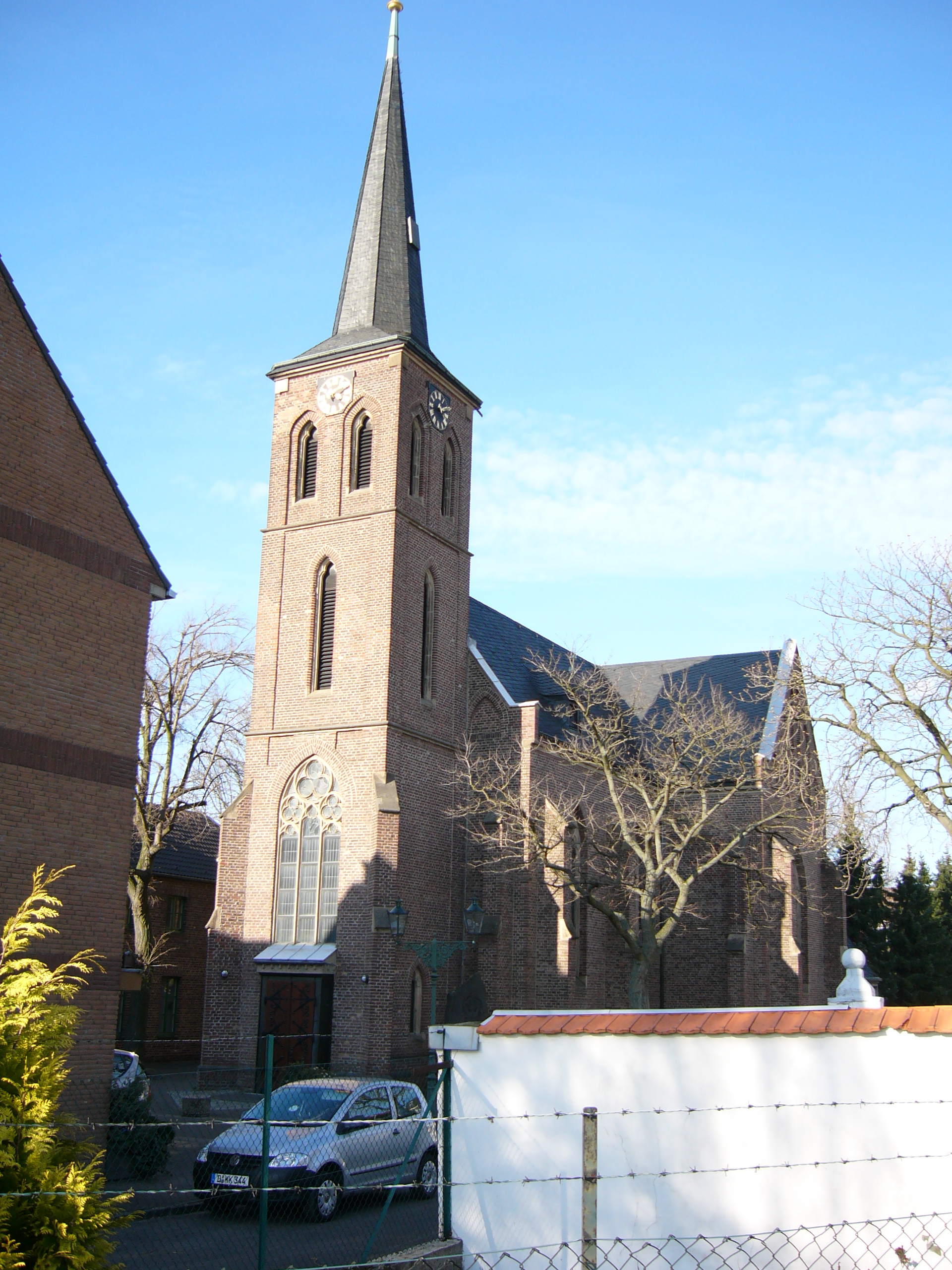
St. Dionysius

Volmerswerth ist ein älterer, landwirtschaftlich geprägter, kleiner Stadtteil von Düsseldorf im Stadtbezirk 3.

## Lage
Volmerswerth liegt direkt am Rhein, gegenüber von Neuss-Grimlinghausen und grenzt an die Düsseldorfer Stadtteile Flehe, Bilk und Kappes-Hamm.
Es hat eine kleinere katholische Kirche (St. Dionysius) mit regelmäßigen Gottesdiensten und einer eigenen Pfarrgemeinde.
Schulen gibt es in Volmerswerth nicht.
Der Stadtteil hat eine Fläche von 2,22 Quadratkilometern.

## Geschichte
Die Insel Volmerswerth wurde 1173 erstmals als Fischereisiedlung als Besitz des Klosters Schwarzrheindorf in einer Urkunde erwähnt, in der der Kölner Erzbischof Philipp von Heinsberg die Privilegien von Schwarzrheindorf bestätigte. Um 1300 wurde die Kapelle erbaut, deren Patronat St. Dionysius erstmals in den Visitationsprotokollen von 1550 erwähnt wird. Die Ritter von Eller spielten hier im 15. Jahrhundert eine große Rolle; schon im 15. Jahrhundert trat dann die mit ihnen verwandte Familie Ingenhoven ihre Nachfolge an; 1452 heiratete Swenhold, die Tochter Rutgers von Eller, Bernd Ingenhoven. Die Äbtissin von Schwarzrheindorf setzte gemeinsam mit den Nachkommen der Familie von Eller den Pfarrer ein (bis 1803). Auf dem Abteihof befand sich das „Hofgericht auf dem Volmerswerth“.
1456 erhielt der Ort einen Gerichtsstand, 1487 wurde Volmerswerth zu Düsseldorf eingemeindet.
1780 wurde die Küsterei erstmals urkundlich erwähnt. 1834 erwarb der Düsseldorfer Stadtrat Johann Philipp Baum den Abteihof; 1847 erbaute er das neue Haupthaus an der Dorfstraße. Zum Hof gehörten auch eine Schmiede. Die neugotische Kirche St. Dionysius stammt aus dem Jahr 1856. Das Hochwasser von 1882 wurde vom Dichter Hans Müller-Schlösser in einer Ballade geschildert. Der Schriftsteller Stefan Andreas arbeitete als Student beim Bau des Rheindammes mit und verarbeitete seine Erlebnisse in Volmerswerth in seinem ersten Roman.
Der Rheindeich wurde nach dem großen Hochwasser des Winters 1925/26 errichtet.

## Demographie

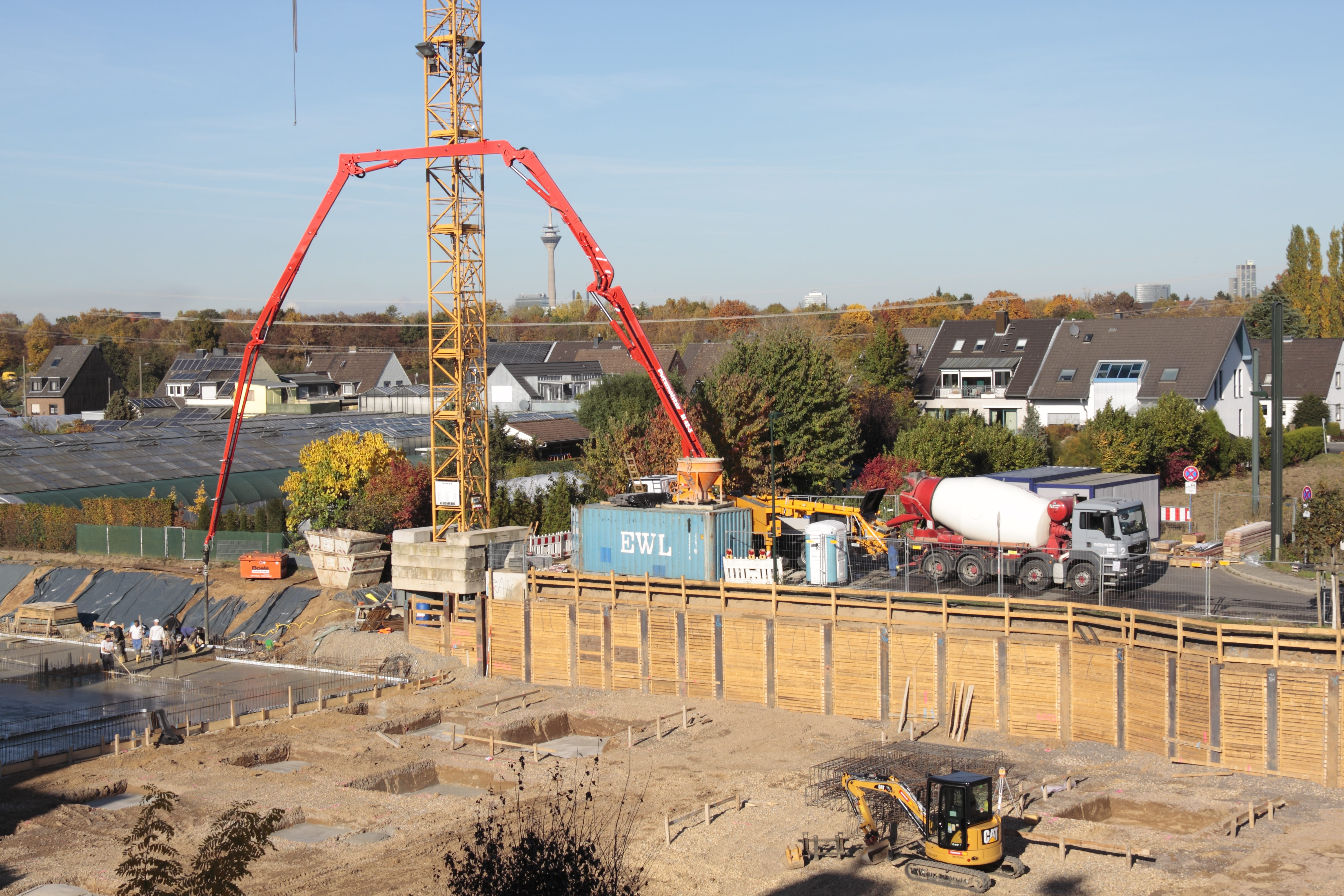
Baustelle für zwei Mehrfamilienhäuser

In Volmerswerth leben 2.437 Menschen (Stand: 31. Dezember 2023).
Die Bevölkerungsdichte liegt damit bei 1098 Einwohnern pro Quadratkilometer. Das Durchschnittsalter beträgt 42 Jahre (31. Oktober 2007). Der Anteil der erwerbsfähigen Bevölkerung an der Gesamtbevölkerung beträgt 40,1 % (31. Oktober 2007). Die Arbeitslosenquote beträgt 10,3 %, der Anteil nichtdeutscher Staatsbürger 14,7 % (31. Dezember 2023).
2016: In den letzten Jahren entstanden und entstehen in Volmerswerth mehrere Wohnneubauten, wodurch die Bevölkerung zugenommen und ihre Struktur sich vermutlich verändert hat.

## Infrastruktur und Freizeitwert
Über 70 % der Fläche Volmerswerths werden heute noch landwirtschaftlich genutzt. Volmerswerth bietet nur Güter des täglichen Bedarfs an. Die nächsten Grundschulen befinden sich in den benachbarten Stadtteilen Bilk und Flehe.
Volmerswerth ist an den öffentlichen Nahverkehr durch die Stadtbahnlinien U71 und U83 sowie die Buslinie 726 angeschlossen.
Die Rheinpromenade auf dem Rheindeich ist sonn- und feiertags für den Autoverkehr, ausgenommen Anlieger und Linienbusse, gesperrt. Der Volmerswerther Rheindeich hat sich daher zu einem beliebten Treffpunkt für Spaziergänger, Radfahrer und Inlineskater entwickelt. Der Bürger- und Heimatverein Düsseldorf-Volmerswerth e. V. wurde 1997 gegründet und verschönert das Dorfbild.
Der Schützenverein St. Sebastianus Schützenbruderschaft e. V. organisiert Umzüge und jährlich eine kleine Kirmes im Stadtteil.

## Persönlichkeiten
- Heinrich Aschenbroich (1839–1909), Maler und Restaurator